# José Rizal
José Protasio Rizal-Mercado y Alonso-Realonda, conocido como José Rizal (Calambá, 19 de junio de 1861-Manila, 30 de diciembre de 1896), fue un escritor, oftalmólogo, pintor y lingüista que vivió en las Filipinas españolas de la segunda mitad del siglo XIX. Se le considera el héroe nacional de Filipinas y fue fundador en 1892 de la Liga Filipina, una organización que reclamaba mayor autonomía y reformas para Filipinas. Tras un juicio militar, fue fusilado en Manila, acusado de rebelión y sedición, tras estallar la Revolución Filipina.

## Antecedentes familiares
José Rizal fue el séptimo de los once hijos de Francisco Rizal y Mercado, y Teodora Alonso y Realonda, prósperos campesinos de la ciudad de Calambá, en la provincia de Laguna. Los Rizal eran arrendatarios de las tierras, enorme arrendamiento que tenía más de 600 hectáreas, pero no propietarios, pues como muchas de las tierras agrícolas filipinas, las de Calamba eran propiedad de una orden religiosa española, en este caso de los dominicos. En su mestizaje se cruzan los linajes austronesio, chino y español. Por parte china descendía de Lam-co, un mercader llegado a Filipinas desde la entonces ciudad de Amoy, en China, a finales del siglo XVII. Lam-co se casó con Inés de la Rosa, una mujer mestiza de ascendencia china y tagala. La madre de Rizal, Teodora, era bisnieta de un mestizo hispanotagalo.
En 1849 el gobernador general de Filipinas Narciso Clavería publicó un edicto disponiendo que la población indígena adoptara apellidos españoles o de resonancia española. La norma, de carácter administrativo, se daba a efectos de censo civil, catastro, servicio, política fiscal, etc. Lam-co, cual comerciante que era, escogió el apellido «Mercado» para indicar su profesión, también adoptando el nombre de pila «Domingo». Tal fue el apellido que emplearía Rizal hasta su ingreso en el Ateneo Municipal de Manila, institución jesuita (hoy Universidad Ateneo de Manila) donde prosiguió sus estudios de grado medio. Poco tardaría el joven estudiante, maduro y con especial nivel de conciencia, en arriesgarse políticamente al criticar con clara valentía a las autoridades coloniales españolas. Por entonces, su hermano mayor Paciano le exhorta a cambiar su apellido por Rizal, derivado de la voz ricial.

## Educación
Conocido como "Pepe" en sus círculos familiares, Rizal comenzó a ser instruido por su madre. De temperamento curioso, una noche observó atentamente una mariposa que, volando en torno a una vela, acabaría por quemarse. La madre aprovechó entonces el ejemplo para advertir al niño lo que podría sucederle a quien anhela con exceso la sabiduría.
Tras recibir en 1877 su título de Bachiller en Artes por la Universidad Ateneo de Manila, Rizal continuó su educación en la misma institución con vistas a obtener el grado de topógrafo, agrimensor y asesor de propiedad fundiaria. Fue en la Universidad de Santo Tomás, gestionada por la orden dominica, donde inició su carrera en Filosofía y Letras, en la que entonces confluían estudios de Filosofía, Literatura, Filología, Latín y Humanidades.
Cuando supo que su madre se estaba quedando ciega, se inclinó por el estudio de la oftalmología, comenzando sus cursos de Medicina General en la citada institución dominica. A fin de cursar la ansiada especialidad, dejó Filipinas para estudiar en Europa en 1882, no sin una fuerte oposición paterna. Se insinuó que la marcha de Rizal se debió a su enfrentamiento abierto con un profesor demasiado duro con los alumnos menos aventajados, lo que provocó las críticas del joven José. Este juró a Rizal que nunca aprobaría su asignatura y Rizal decidió abandonar Santo Tomás. Su primer destino fue Madrid, en cuya universidad convalidó asignaturas de su universidad filipina, tanto de Medicina como de Filosofía y Letras, finalmente graduándose cum laude en 1885. Luego trabajaría durante unos meses como asistente de oftalmólogo en una clínica de París y, posteriormente, en Heidelberg (Alemania), donde trabajó como oftalmólogo titular.

## Legado
Lejos de mostrarse revolucionario, era más bien el culto joven burgués que ansiaba reformas administrativas para el archipiélago, entre ellas el reconocimiento de Filipinas como provincia española de pleno derecho. Esto conllevaba el fin del estatuto colonial y, sobre todo, de la tutela clerical, que según algunos impedía el progreso de las islas. En Madrid se constituye en líder natural del movimiento "Propaganda", mediante el cual los estudiantes filipinos de la capital española expresaban sus reivindicaciones en favor del progreso y desarrollo de la lejana colonia; en esto, Rizal contribuyó con artículos para el quincenal La Solidaridad, editado por algunos de sus paisanos filipinos como Marcelo Hilario del Pilar, Panganiban, López Jaena, Lete, primero en Madrid y luego en Barcelona. Este grupo recibió el calificativo de "Los Ilustrados".
El ideario de la publicación era el siguiente:
- que Filipinas obtuviese, por tanto, representación parlamentaria en las Cortes Generales, derecho que tuvo sólo brevemente a principios del siglo XIX;
- que las parroquias regentadas por sacerdotes españoles fuesen gradualmente cedidas al clero nativo;
- que se concediese a la gente de Filipinas libertad de reunión y de expresión;
- que se estableciese la igualdad entre los españoles filipinos y los peninsulares, especialmente en el acceso a ciertos puestos en la administración y la iglesia.

De haberse llevado a cabo tal programa, las obras de Rizal (en especial sus dos novelas, Noli me tangere y El filibusterismo) hubieran podido publicarse en Filipinas, pero las autoridades intuyeron que tales reformas comprometerían la paz y el orden en las islas. Por tal razón, cuando Rizal regresó a Manila en 1892 se le acusó de subversión por haber fundado un movimiento cívico llamado Liga Filipina, por lo que el capitán general de Filipinas, Eulogio Despujol, ordenó su detención el 7 de julio y le condenó al destierro en Dapitan, en la isla de Mindanao. 
En su lugar de exilio, Rizal fundó una escuela y un hospital. Mientras tanto, en 1896, el Katipunan, sociedad armada clandestina e independentista, formado por antiguos integrantes de la Liga, de la que Rizal se negó a formar parte, iniciaba una revolución inspirada en ciertas frases patrióticas sacadas de las novelas de Rizal. Antes de la revuelta, el líder del Katipunan, Andrés Bonifacio, envió a uno de sus hombres, Pío Valenzuela, a entrevistarse con Rizal en Dapitán para que este diera su apoyo a un levantamiento armado contra los españoles, pero Rizal desestimó su conveniencia, por falta de armas y de la escasa preparación intelectual de los sublevados para formar un gobierno alternativo y rechazó las pretensiones de Bonifacio. El apoyo de Rizal era tan importante para la rebelión que Bonifacio ocultó a sus cercanos el rechazo de Rizal al alzamiento y su nombre fue ampliamente utilizado por los revolucionarios en escritos y reuniones. El joven médico, que para redimirse de su exilio había obtenido del Gobierno español una plaza de médico de campaña en Cuba (entonces también envuelta en una guerra de independencia), dejó Dapitán a finales de julio de 1896 y marchó a Manila para tomar el barco que salía para España a principios de agosto. Rizal perdió este barco, el "Isla de Luzón", pues llegó a Manila un día más tarde de su partida y tuvo que esperar un mes al siguiente, que partía en septiembre. Durante su estancia en Manila, el levantamiento armado dirigido por Bonifacio fue descubierto por las autoridades españolas a mediados de agosto y comenzó la rebelión en varias provincias de la isla de Luzón, fundamentalmente. Aunque Rizal permaneció ajeno a todos los sucesos, alojado por las autoridades españolas en un buque militar en el puerto de Cavite y pudo embarcar rumbo a España a primeros de septiembre en el vapor "Isla de Panay", las investigaciones llevadas a cabo contra los sublevados descubrieron que el nombre de José Rizal aparecía ampliamente citado en documentos del Katipunan, e incluso se usaba como grito de combate por los rebeldes, por lo que el juez militar que investigaba la rebelión ordenó su detención durante la travesía del barco a España. Al llegar a su destino en Barcelona Rizal ya estaba confinado en un camarote.
Inmediatamente fue embarcado de vuelta a Filipinas para ser juzgado, a Rizal se le acusaba de haber instigado la revuelta y de querer concitarse con los independentistas cubanos.

## Muerte

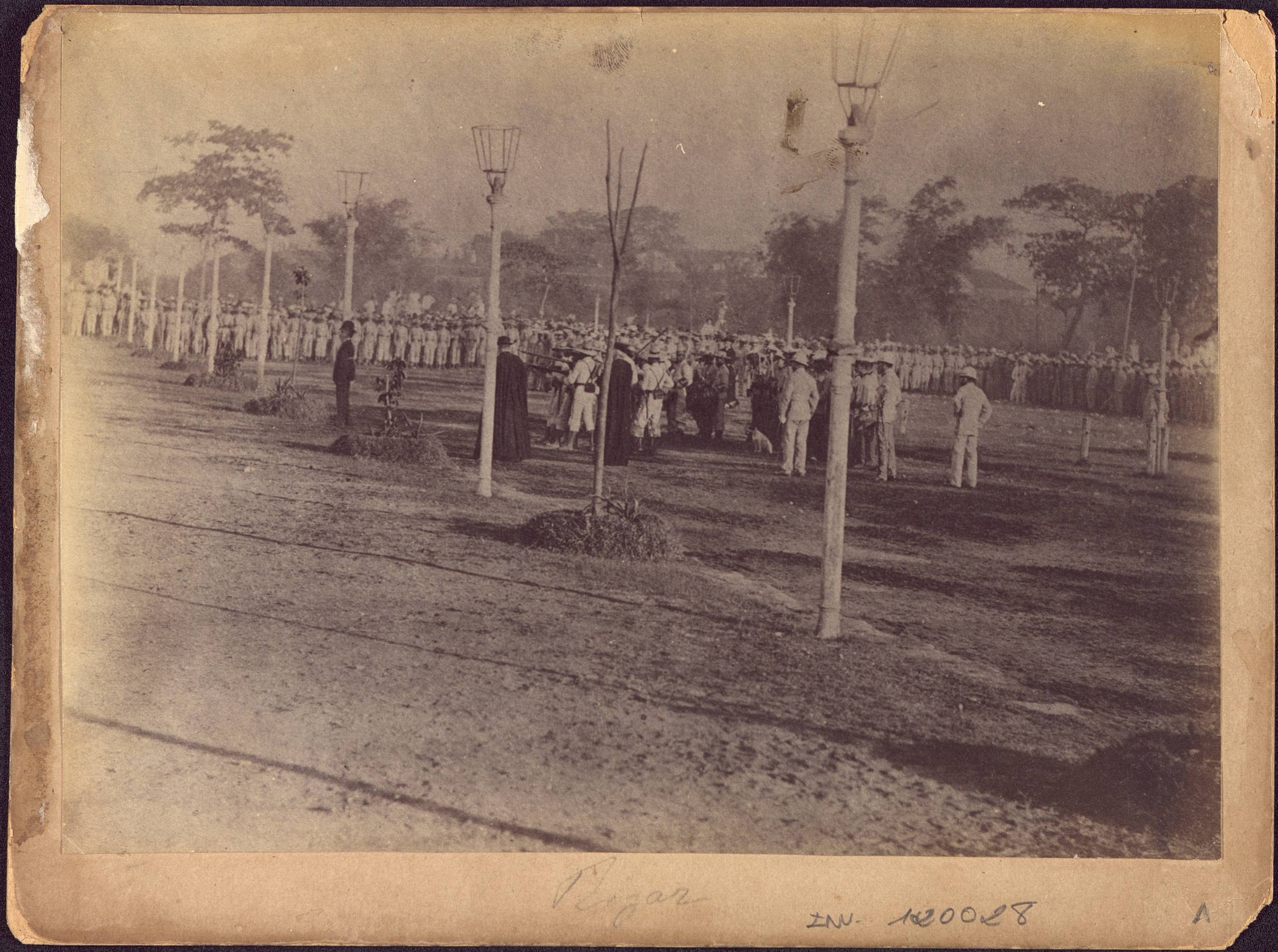
Fusilamiento de José Rizal.

Rizal fue acusado de asociación ilícita con otros revolucionarios. Juzgado por un tribunal militar y condenado por sedición, fue fusilado en el paraje de Bagumbayan (ahora Parque Rizal), en Manila el 30 de diciembre de 1896. En la víspera de su ejecución, escribió un poema titulado Mi último adiós, así como una carta a su íntimo amigo y colaborador austríaco Ferdinand Blumentritt, en la que afirmaba: Querido hermano, cuando recibas esta carta ya habré muerto; mañana a las 7 seré ejecutado, aunque no soy culpable de rebelión.
En la madrugada del 30 de diciembre de 1896 asistió a una misa con Josephine Braecken, una joven de Bélgica que había decidido acompañarle durante el tiempo que había durado su destierro, y con la que contrajo matrimonio. Antes de su ejecución, pidió que no se le vendaran los ojos y que le fusilaran de frente; lo primero se le concedió, pero se le negó lo segundo, por considerársele traidor. Con todo, antes de los disparos Rizal se volvió hacia el frente; caía así, mostrando convicción en su propia rectitud. Fue fusilado a las siete y un minuto de la mañana del 30 de diciembre por un pelotón de ocho soldados filipinos del 70.º regimiento de infantería de Magallanes, mientras otro pelotón de soldados españoles aguardaba detrás por si los filipinos se negaban a disparar.
Rizal es miembro de la generación más señera de los grandes nacionalistas filipinos, junto con sus compatriotas Andrés Bonifacio y Emilio Aguinaldo. También se le considera miembro de los escritores filipinos del Siglo de Oro de la literatura filipina en español. En la actualidad existe un monumento en el sitio donde Rizal cayó, modelado por el escultor suizo Richard Kissling, autor de la estatua de Guillermo Tell. En el monumento a Rizal se lee lo siguiente: Quiero mostrar a quienes privan a la gente el derecho del patriotismo que sí sabemos cómo sacrificarnos a nosotros mismos por nuestros deberes y principios. La muerte no importa cuando se muere por lo que se ama: la Patria y los seres queridos. En 1996 se levantó en Madrid una réplica casi exacta de dicho monumento, en la Avenida de las Islas Filipinas.

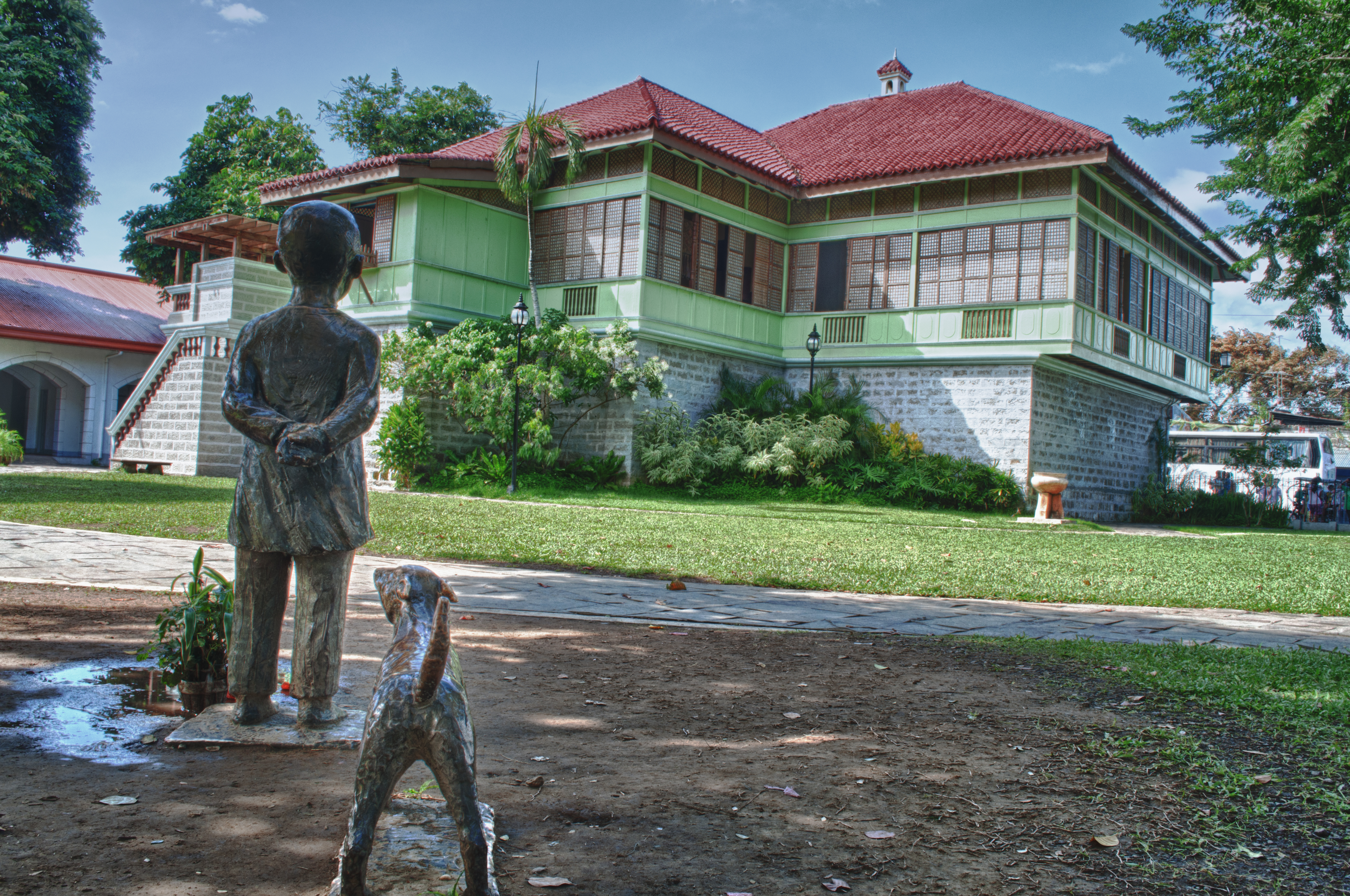
Casa natal y museo en el Santuario Rizal vistos desde el jardín.

En Calambá se puede visitar el Santuario Rizal, una reproducción de la casa original familiar en la que nació, de dos pisos y estilo colonial español, convertida en museo dedicado a él.

## Obras

### Novelas
- Noli me tangere (1887)
- El filibusterismo (1891)

### Teatro
- El consejo de los dioses (1915)

### Poemas
- A la juventud filipina (1879)
- Mi último adiós (1896)
- A las Flores de Heidelberg

### Diarios
- Dos diarios de juventud (1882-1884) (Madrid, 1960)

### Zarzuela
- Junto al Pasig (1880)